# Vettoria parva
Vettoria parva är en kräftdjursart som först beskrevs av Farran 1936.  Vettoria parva ingår i släktet Vettoria och familjen Sapphirinidae. Inga underarter finns listade i Catalogue of Life.